# Real Club Deportivo Gara
El Real Club Deportivo Gara es un centenario club del pueblo de Garachico, al norte de la isla de Tenerife, (Canarias, España). Fundado en 1912 es de los equipos más antiguos de Canarias de los que existen hoy en día. Actualmente compite en la categoría Segunda Regional.

## Historia

### Inicios y fundación (1912- 1970)
El club se fundó oficialmente el 15 de junio de 1912 lo que lo convierte en uno de los equipos más antiguos de la isla y de todo el archipiélago que continúa compitiendo en la actualidad, al crearse meses antes que el Sporting Club Tenerife, actual Club Deportivo Tenerife. Sin embargo escritos y crónicas deportivas de la época apuntan a que ya existía en 1909. En cualquier caso nació con el nombre Garachico Balompié. Tras la fusión con otros dos representantes balompédicos del municipio como fueron el FC Victoria y el CD Águilas, cambiaría su denominación por la de Club Deportivo Gara.

### Época dorada y el Gara en Tercera División  (1975-1995)
Hasta los años 70 el Gara había sido un equipo de pueblo en el que nunca había habido tradición por el fútbol debido a que no competian constantemente siendo grupos de amigos que se juntaban para jugar a fútbol, cambiando esto drásticamente en los 70s con una gran generación de futbolistas garachiquenses y una directiva con ganas de llevar el fútbol garachiquense a lo alto de canarias, empezó a competir entonces en la temporada 1974-75 el CD Gara denominación con la que hasta 2011 compitió, el Gara rápidamente empezó a subir de categorías ganando la segunda interinsular y llegando por primera vez en su historia a la primera categoría de Tenerife, asentándose durante varios años en esta categoría hasta que en 1979 el Gara conseguiría ganar la Primera Categoría y ascender por primera vez a la preferente.
Esto aumentaría considerablemente el interés por el fútbol en Garachico pasando a ser uno de los pueblos más futboleros de la isla, estaría varios años a un gran nivel ganando la mayoría de sus los campeonatos de su palmarés durante esta época, compitiendo durante varios años en preferente y ganando 2 campeonatos de segunda regional y otro de la primera regional, hasta que en 1993 conseguiría ganar la Preferente de Tenerife título más importante de su historia y ascendiendo a la categoría Nacional de Tercera División para la temporada 1993-94 cuarta categoría del fútbol español y máxima categoría en la que han competido, culminando con la mejor época de la historia del Gara, sin embargo su estrenó en la cuarta categoría del fútbol español no fue bueno y descendió como colista del grupo canario.

### Fin de ciclo y racha negativa (1994-1997)
Tras esto el Gara volvería a la preferente en la cual volvería a descender tras la pérdida de grandes futbolistas y desapareciendo el primer equipo posteriormente en 1995 tras abandonar la competición antes de comenzar. Tras esto el Gara volvería a competir la temporada siguiente debido al gran interés futbolístico que se había establecido en Garachico por la época de oro del equipo el pueblo se volcó para sacar adelante al equipo volviendo a competir en la temporada 1995-96 en segunda regional tras perder 3 categorías en 3 años

### Nuevo milenio, renacer y vuelta a la Preferente (1998-2016)
El Gara seguiría compitiendo durante los 2000 sin grandes resultados, hasta que en 2011 ganarían la segunda interinsular volviendo el Gara a ganar un título 18 años después y volviendo a la primera regional, en esta categoría estaría tan solo 2 temporadas ya que el club ascendería en 2013 por 3ª vez en su historia a la preferente, volviendo a esta categoría más de 20 años después; pero su vuelta a la preferente no fue el esperado y bajó a la siguiente temporada. Después de otro descenso a la siguiente temporada a la segunda interinsular se terminaría disolviendo el primer equipo aunque la base del club no dejó de funcionar en ningún momento.

### Vuelta a la competición y 3 ascensos fallidos (2021-Act)
El primer equipo no compitió durante 7 campañas siendo una época negra en la historia del club la última década debido a la desaparición del primer equipo y el campo de fútbol tras el último temporal marítimo en 2018, el equipo volvería a competir en la temporada 2021-22 siendo en su mayoría gente del pueblo que se implicó en sacar el equipo adelante, al no estar terminadas las obras del campo municipal de la caleta tuvieron que trasladarse a jugar al pueblo vecino de Los Silos durante esta temporada, lograrían una meritoria 4.ª posición clasificadose para jugar los playoff de Ascenso, en la primera eliminatoria se enfrentarían al ArmePalmas del municipio de Armeñime ganando la eliminatoria por un global de 4-3 y pasando a la final de ascenso, sin embargo en la final el no lograrían repetir la victoria y perderían la eliminatoria ante el Real Tacoronte por un global de 2-5. En la temporada 2022/23 ya pudiendo jugar en el campo de la caleta de Interian volverían a hacer una gran campaña quedando en 3.ª posición y volviendo a clasificarse para los playoff, pero está vez tampoco pudo ser y perderían en la primera eliminatoria ante el CD  Santaca en los penaltis tras en empatar 3-3 en la eliminatoria.
Nuevamente en la temporada 2023/24 el Gara conseguiría clasificar a los playoff de ascenso por tercera temporada consecutiva, sin embargo tampoco se pudo dar el ansiado ascenso tras caer en la final del playoff ante el Igueste de Candelaria.

### Otros campeonatos
En la Copa Heliodoro Rodríguez López hay que reseñar el subcampeonato de la temporada 1989-90, edición en la que fue derrotado por la Unión Deportiva Güímar en la final por dos goles a cero.

### Centenario del club (2012)
En 2012 el club celebró su centenario con diversos actos entre los que destacaron las visitas de José Luis Oltra
y del ex-seleccionador Iñaki Sáez, así como un amistoso ante el Club Deportivo Tenerife. El 15 de junio de ese año, por motivo de sus cien años de historia, la Casa Real Española le concede el título de Real, pasando a denominarse Real Club Deportivo Gara.

## Estadio
El Real Club Deportivo Gara jugó sus partidos como local en el campo municipal de Garachico que tenía una capacidad para aproximadamente 300 espectadores. Este terreno de juego se inauguró el 6 de enero de 1924, con un partido entre el Gara F.C. y el Puerto Cruz en el que venció este último por tres goles a uno. Esto lo convierte en uno de los más antiguos del archipiélago, siendo construido con unas quinientas pesetas de la época. Está situado junto al mar y ha sufrido en numerosas ocasiones los efectos de los temporales. siendo el estadio cerrado definitivamente en 2018 y pasando a jugar sus partidos como local en el estadio Juan Valiente de Los Silos Durante varias temporadas, Actualmente el equipo juega como local en el campo municipal de La Caleta de Interian.

## Derbis
El mayor rival del Gara es el Juventud Interian debido a que son los 2 clubes representativos de Garachico, siendo un duelo histórico y peculiar debido a que hay que resaltar que durante más de 2 décadas el interian jugó en el campo municipal de Garachico, teniendo que jugar de local en casa del máximo rival, siendo esta situación contraria en la actualidad tras la desaparición del campo municipal, ahora es el Gara el que se desplaza hasta el campo municipal de la caleta para jugar de local.
Estadísticas en partidos oficiales (hasta temporada 2024-25)
| Equipos           | Victorias | Empates | Derrotas |
| ----------------- | --------- | ------- | -------- |
| RCD Gara          | 5         | 9       | 7        |
| Juventud Interian | 7         | 9       | 5        |

Los otros derbis del Gara son con los equipos de la isla baja UD Tanque, CD Buenavista y Juventud Silense siendo duelos clásicos del fútbol tinerfeño.
| Equipos   | Victorias | Empates | Derrotas |
| --------- | --------- | ------- | -------- |
| RCD Gara  | 13        | 3       | 2        |
| UD Tanque | 2         | 3       | 13       |

| EQUIPOS       | Victorias | Empates | Derrotas |
| ------------- | --------- | ------- | -------- |
| RCD Gara      | 6         | 7       | 9        |
| CD Buenavista | 9         | 7       | 6        |

| EQUIPOS             | Victorias | Empates | Derrotas |
| ------------------- | --------- | ------- | -------- |
| RCD Gara            | 11        | 5       | 7        |
| CD Juventud Silense | 7         | 5       | 11       |

## Uniforme
- Local: la primera equipación se compone de camisa blanca y pantalón negro.
- Visitante: camisa azul y pantalón negro. Otra opción es con camisa a rayas negras y blancas con pantalón negro.

## Todas las temporadas

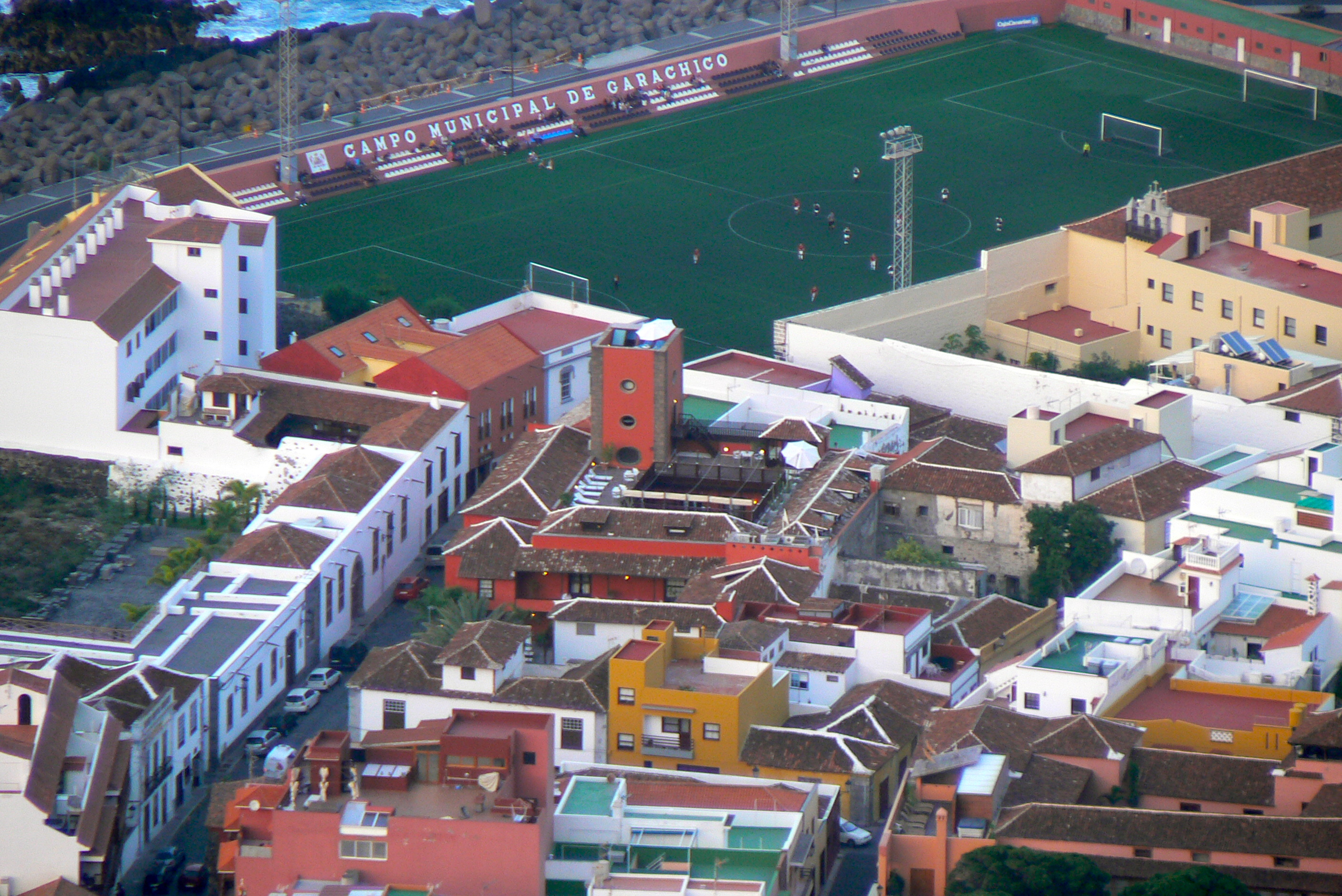
Antiguo campo municipal de Garachico en el año 2014. Fue la casa del Gara desde 1924 hasta el 2018 año en el que fue destrozado por un temporal marítimo. Actualmente se ubican aparcamientos en este lugar.

| Temporada | División      | Posición    | Copa del Rey |
| --------- | ------------- | ----------- | ------------ |
| 1944-45   | 2.ªRegional   | 3.°         |              |
| 1945-46   | 2.ªRegional   | 4.°         |              |
| 1946-47   | No compitió   | No compitió | No compitió  |
| 1947-48   | No compitió   | No compitió | No compitió  |
| 1948-49   | No compitió   | No compitió | No compitió  |
| 1949-50   | 2.ªRegional   | 1.º         |              |
| 1950-51   | 2.ªRegional   | 1.º         |              |
| 1951-52   | 2.ªRegional   | 3.º         |              |
| 1952-53   | 2.ªRegional   | 5.º         |              |
| 1953-54   | No compitió   | No compitió | No compitió  |
| 1954-55   | No compitió   | No compitió | No compitió  |
| 1955-56   | No compitió   | No compitió | No compitió  |
| 1956-57   | No compitió   | No compitió | No compitió  |
| 1957-58   | No compitió   | No compitió | No compitió  |
| 1958-59   | 2.ªRegional   | 5.º         |              |
| 1959-60   | 2.ªRegional   | 4.º         |              |
| 1960-61   | 2.ªRegional   | 7.º         |              |
| 1961-62   | 2.ªRegional   | 2.º         |              |
| 1962-63   | No Compitió   | No Compitió | No Compitió  |
| 1963-64   | No Compitió   | No Compitió | No Compitió  |
| 1964-65   | No Compitió   | No Compitió | No Compitió  |
| 1965-66   | No Compitió   | No Compitió | No Compitió  |
| 1966-67   | 2.ªRegional   | 3.º         |              |
| 1967-68   | 2.ªRegional   | 6.º         |              |
| 1968-69   | 2.ªRegional   | 4.º         |              |
| 1969-70   | 2.ªRegional   | 3.º         |              |
| 1970-71   | 2.ªRegional   | 6.º         |              |
| 1971-72   | 2.ªRegional   | 10.º        |              |
| 1972-73   | 2.ªRegional   | 7.º         |              |
| 1973-74   | 2.ªRegional   | 8.º         |              |
| 1974-75   | 2.ªRegional   | 14.º        |              |
| 1975-76   | 2.ªRegional   | 12.º        |              |
| 1976-77   | 2.ªRegional   | 4.º         |              |
| 1977-78   | 1.ªRegional   | 9.º         |              |
| 1978-79   | 1.ªRegional   | 1.º         |              |
| 1979-80   | Preferente    | 9.º         |              |
| 1980-81   | Preferente    | 7.º         |              |
| 1981-82   | Preferente    | 2.º         |              |
| 1982-83   | Preferente    | 14.º        |              |
| 1983-84   | 1.ªRegional   | 4.º         |              |
| 1984-85   | 1.ªRegional   | 4.º         |              |
| 1985-86   | 1.ªRegional   | 16.º        |              |
| 1986-87   | 2.ªRegional   | 1.º         |              |
| 1987-88   | 1.ªRegional   | 15.º        |              |
| 1988-89   | 2.ªRegional   | 1.º         |              |
| 1989-90   | 1.ªRegional   | 1.º         |              |
| 1990-91   | Preferente    | 3.º         |              |
| 1991-92   | Preferente    | 4.º         |              |
| 1992-93   | Preferente    | 1.º         |              |
| '1993-94' | '3.ªDivisión' | 20.º        |              |
| 1994-95   | Preferente    | 18.º        |              |
| 1995-96   | No Compitió   | No Compitió | No Compitió  |
| 1996-97   | 2.ªRegional   | 6.º         |              |
| 1997-98   | 2.ªRegional   | 14.º        |              |
| 1998-99   | 2.ªRegional   | 5.º         |              |
| 1999-00   | 2.ªRegional   | 10.º        |              |

| Temporada | División    | Posición    | Copa del Rey |
| --------- | ----------- | ----------- | ------------ |
| 2000-01   | 2.ªRegional | 13.º        |              |
| 2001-02   | 2.ªRegional | 9.º         |              |
| 2002-03   | 2.ªRegional | 9.º         |              |
| 2003-04   | 2.ªRegional | 14.º        |              |
| 2004-05   | 2.ªRegional | 12.º        |              |
| 2005-06   | 2.ªRegional | 3.º         |              |
| 2006-07   | 2.ªRegional | 18.º        |              |
| 2007-08   | 2.ªRegional | 19.º        |              |
| 2008-09   | No compitió | No compitió | No compitió  |
| 2009-10   | 2.ªRegional | 9.º         |              |
| 2010-11   | 2.ªRegional | 1.º         |              |
| 2011-12   | 1.ªRegional | 7.º         |              |
| 2012-13   | 1.ªRegional | 4.º         |              |
| 2013-14   | Preferente  | 16.º        |              |
| 2014-15   | 1.ªRegional | 4.º         |              |
| 2015-16   | 1.ªRegional | 17.º        |              |
| 2016-17   | No compitió | No compitió | No compitió  |
| 2017-18   | No compitió | No compitió | No compitió  |
| 2018-19   | No compitió | No compitió | No compitió  |
| 2019-20   | No compitió | No compitió | No compitió  |
| 2020-21   | No compitió | No compitió | No compitió  |
| 2021-22   | 2.ªRegional | 4.º         |              |
| 2022-23   | 2.ªRegional | 3.º         |              |
| 2023-24   | 2.ªRegional | 5.º         |              |
| 2024-25   | 2.ªRegional | 8.°         |              |
| 2025-26   | 2.ªRegional | -           |              |

### Datos del Club
- Temporadas en Tercera División: 1
- Temporadas en Preferente: 9
- Temporadas en Primera Regional: 11
- Temporadas en Segunda Regional: 37
- Temporadas en Tercera Regional: 5

## Palmarés
- Preferente de Tenerife (1): 1992-93.[13]
- Liga Primera Interinsular (2): 1978-79 y 1989-90
- Liga Segunda interinsular (3): 1986-87, 1988-89 y 2010-11
- Tercera Regional-Norte (1):
- Subcampeón Copa Heliodoro Rodríguez López (1): 1989-90
- Título Real de la Casa Real (2012)